# جو سالم
جو سالم (انگلیسی: Joe Salem؛ زادهٔ ۲۹ سپتامبر ۱۹۶۰) تیرانداز اهل لبنان است.